# Wikimedia Foundation
Wikimedia Foundation (WMF) este o organizație non-profit din San Francisco, California, care a creat o serie de wiki. Printre acestea se numără Wikipedia, Wikționar, Wikicitat, Wikimanuale, Wikisursă, Wikiștiri, Wikispecii, Wikivoyage, Wikiversitate, MediaWiki, Wikimedia Commons, Wikimedia Meta-Wiki, Wikidata, Wikimania și Wikimedia Incubator.
Jimmy (Jimbo) Wales, șeful fundației, împreună cu compania sa „Bomis”, au anunțat crearea fundației la 20 iunie 2003. Numele ei, „Wikimedia”, a fost ales de către Sheldon Rampton întrebând utilizatorii de pe lista de destinatari („mailing list”) WikiEN-I în martie 2003.

## Proiectele Wikimedia

Logourile proiectelor Wikimedia

Datele de lansare din tabelul de mai jos sunt datele când s-au stabilit numele oficiale ale domeniilor Internet respective, sau și datele lansării versiunii „beta” (stadiu de testare imediat anterior dării în folosință a proiectului). Nu au fost luate în considerație alte domenii și nici versiuni de testare mai timpurii.

## Legături externe

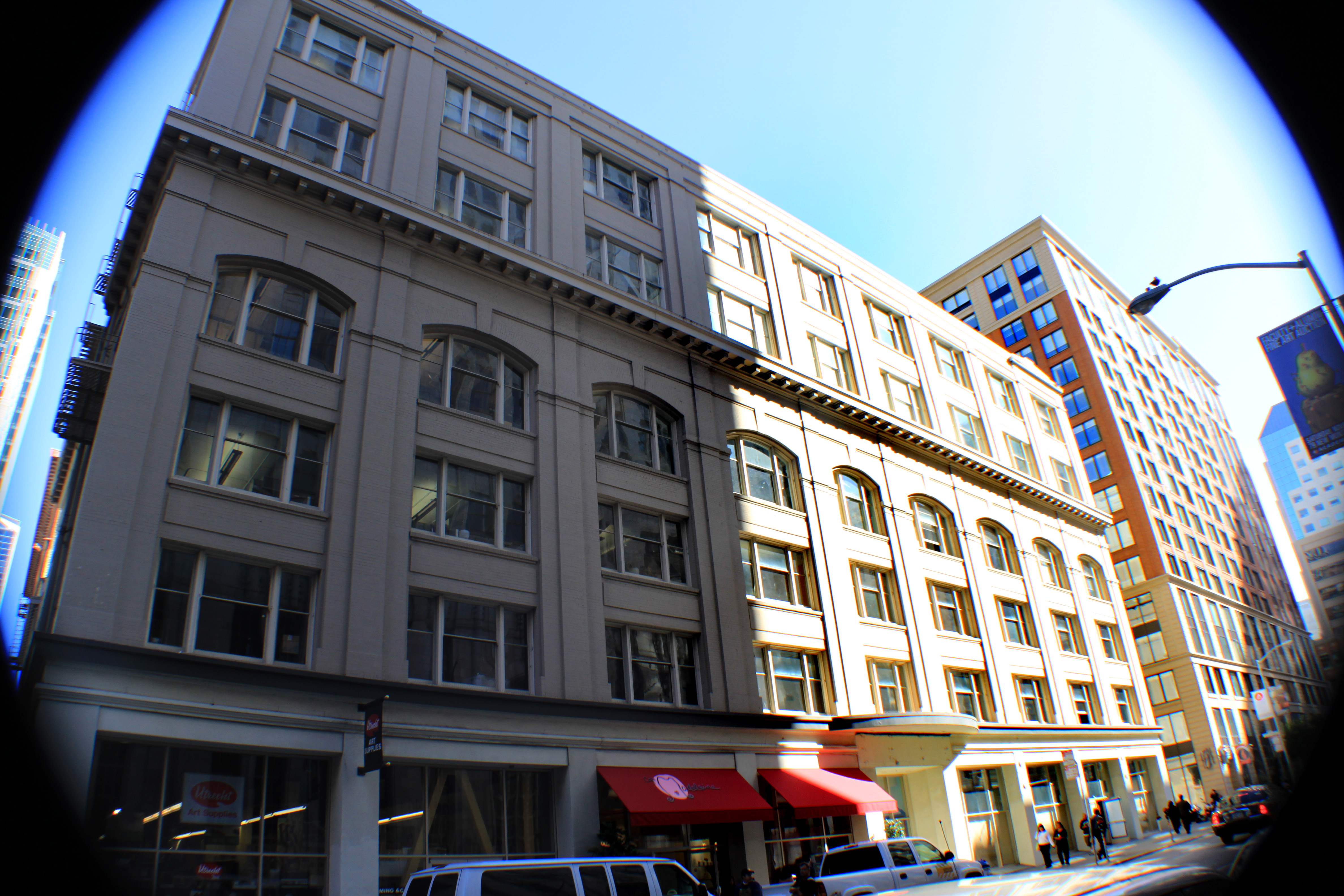
Sediul Wikimedia din San Francisco

### Lista proiectelor Wikimedia
| Nume                | URL                     | Data lansării | Descriere                                                                                                   |
| ------------------- | ----------------------- | ------------- | --- |
| Wikipedia           | www.wikipedia.org       | 15 ian 2001   | Enciclopedie cu peste 10 millioane de articole în 264 limbi.                                                |
| Meta-Wiki           | meta.wikimedia.org      | 9 nov 2001    | Wiki consacrat coordonării proiectelor Wikimedia.                                                           |
| Wiktionary          | www.wiktionary.org      | 12 dec 2002   | Dicționar de semnificații, sinonime, etimologii și traduceri.                                               |
| Wikibooks           | www.wikibooks.org       | 10 jul 2003   | Cărți cu texte și materiale de învățământ gratuite.                                                         |
| Wikiquote           | www.wikiquote.org       | 10 jul 2003   | Citate structurate în diverse moduri.                                                                       |
| Wikisource          | www.wikisource.org      | 14 nov 2003   | Punere la dispoziție și traducere de documente fără copyright („free source”/”sursă gratuită”).             |
| Wikimedia Commons   | commons.wikimedia.org   | 7 sep 2004    | Colecție de imagini, sunete, clipuri video și alte medii, conținând peste 4.400.000 fișiere.                |
| Wikimedia Incubator | incubator.wikimedia.org | 2 iun 2006    | Proiect pentru testarea unor noi limbi pentru proiecte deja existente.                                      |
| Wikispecies         | species.wikimedia.org   | 13 sep 2004   | Index de specii de animalia, plantae, fungi, bacteria, archaea, protista și toate celelalte forme de viață. |
| Wikinews            | www.wikinews.org        | 3 dec 2004    | Sursă de știri și noutăți cu reportajele originale ale cetățenilor din multe țări.                          |
| Wikiversity         | www.wikiversity.org     | 15 aug 2006   | Materiale și activități de cercetare și învățământ.                                                         |
| Wikidata            | www.wikidata.org        | 2013          | Bază de date liberă.                                                                                        |